# ماريان كيث
ماريان كيث (بالإنجليزية: Marianne Keith)‏ هي مغنية مؤلفة أمريكية، ولدت في 29 يوليو 1985.